# Centre International de Formation Ajavon Sébastien
Centre International de Formation Ajavon Sébastien foi um clube de futebol do Benim sediado em Cotonu. Teve suas atividades encerradas em julho de 2011 devido a restrições políticas e financeiras em meio à então crise generalizada na federação de futebol nacional.
Sua última temporada de 'vida' foi 2010–2011, em que terminou na quarta posição dentre catorze participantes na primeira divisão do país.